# Марійська дружина
Марійська дружина (також товариство; лат. Congregatio Mariana, скорочено MC або MK) — станові церковні організації, створені з метою поглиблення духовно-релігійного життя парафіян завдяки особливому пошануванню культу Діви Марії — Богородиці.

## Історія
Уперше Марійську дружину заснував у 1563 році у Римі єзуїт Жан Левніс. В українському та білоруському народах розвинулись у школах з дозволу Папи Римського Павла V на підставі бреве від 3 листопада 1615 року на прохання митрополита Йосифа Велямина Рутського. У XVII—XVIII ст. їх було близько 40, переважно у василіянських школах. Через кризу духовного життя ЧСВВ у другій половині XVIII ст. — першій половині XIX ст. Марійські дружини занепали. У другій половині XIX ст. у Галицькій митрополії УГКЦ їх відродив о. Ісидор Дольницький.
У 1904 року в Львові виникло «Товариство пань під покровом Пречистої Діви Марії» («Марійська дружина пань»), згодом — по всій Галичині. Головою була Ольга Бачинська, духовний провідник ЧСВВ — о. Теодосій Галущинський, Евстахія Тишинська.
Отець Йосафат Маркевич у 1920-х роках поширив у школах і об'єднав у «Марійське Товариство Молоді» (МТМ) з центром у Львові, став першим головою.
У 1927 році відбувся 1-й з'їзд Марійських організацій у Львові. МТМ у Галицькій митрополії УГКЦ налічували понад 10000 членів у 50-ти Марійських дружинах, 35-ти Марійських кружках. 135-ти Марійських Союзах.
У 1937 році на з'їзді в селі Гошів Марійські дружини були зцентралізовані в Секретаріат Марійських дружин, у тому числі для греко-католицької інтелігенції з окремим статусом (голова — Є. Шарко, духовний провідник — о. Іриней Назарко); до нього спочатку належали лише жінки, з 1938 року — чоловіки (перша чоловіча дружина — у Ярославі).
У 1939 році в Галицькій митрополії УГКЦ діяли майже 250 осередків Марійських товариств (20000 членів), які поділялися на:
- Марійська Дружина для молоді середніх і вищих шкіл;
- Марійські кружки для дітей;
- Марійські союзи спомагаючі.

У травні 2004 року в Марійському духовному центрі в Зарваниці відбувся з'їзд Марійських дружин Тернопільсько-Зборівської єпархії, в якому взяли участь 600 осіб, з'їзди стали щорічними.